# Slo-Tech
Slo-Tech.com je slovenski spletni portal, osredotočen na področje informacijskih tehnologij. Ustanovljen je bil leta 1999 in je od takrat postal najbolj obiskan slovenski IT portal s preko 37.000 obiskovalci dnevno.
Portal je razdeljen na tri glavne dele. Vstopna stran služi kot novičarski portal, kjer se redno objavljajo aktualne novice iz sveta informacijskih tehnologij. Razdelek Članki vključuje obsežnejše prispevke, poročila ter teste programske in strojne opreme. Forum pokriva razprave o strojni in programski opremi, telekomunikacijah, kibernetski varnosti, odprti kodi, informacijski družbi ter zakonodaji na teh področjih, vključno z avtorskimi pravicami. 
Skupnost uporabnikov med drugim tudi raziskuje in opozarja na nepravilnosti, ki jih posredujejo t. i. žvižgači prek storitve SecureDrop.
Poleg tega portal ponuja tudi virtualni oglasnik za nakup in prodajo strojne ter programske opreme ter stran z zaposlitvenimi oglasi na IT področju.